# لی اون-جو (بازیکن بسکتبال)
لی اون-جو (انگلیسی: Lee Eun-ju؛ زادهٔ ۲۸ فوریهٔ ۱۹۷۷) بازیکن زن بسکتبال اهل کره جنوبی بود. وی در بازی‌های المپیک تابستانی ۲۰۰۰ شرکت کرده‌است.